# Ölümsüz Zombiler Adına
Ölümsüz Zombiler Adına treći je studijski album glazbenika Doruk Ataoglu, kojeg je objavio 2001. godine.

## Popis pjesama
1. İnfernal monkey (Promise:Furkan Güney Music:Belind)
2. İs that you get! (3:00)
3. Sevgili sır saklayan zombi,
4. Dark and bright
5. İmmortal zombies